# Georges Lignon
Georges Lignon (29 de dezembro de 1968) é um ex-futebolista profissional marfinense que atuava como defensor.

## Carreira
Georges Lignon atuou no Africa Sports

## Seleção
Georges Lignon integrou a Seleção Marfinense de Futebol na Copa Rei Fahd de 1992, na Arábia Saudita.

## Títulos
Costa do Marfim
- Copa das Nações Africanas: 1992